# Karel Petrů
Karel Petrů (ur. 24 stycznia 1891, zm. 1949) – czechosłowacki trener piłkarski. 

## Życiorys
Petrů zaczynał jako dziennikarz sportowy, a od 1921 pracował również jako urzędnik. Był sekretarzem Czechosłowackiego Związku Piłki Nożnej ČSSF od 1921. Następnie pracował jako sekretarz stowarzyszenia ČSAF, które obejmowało wszystkie federacje piłkarskie w Czechosłowacji. Został później członkiem komisji technicznej ČSAF.
W 1931 po raz pierwszy powierzono mu funkcję selekcjonera drużyny narodowej Czechosłowacji. Po raz pierwszy poprowadził ją 14 czerwca 1931 w meczu z Polską w Warszawie wygranym 4–0. Następnie kadrę przejął Josef Fanta. Po raz drugi był odpowiedzialny za reprezentację w trzech meczach w kwietniu i maju 1932. Trzecia kadencja Petrů rozpoczęła się w maju 1933 i trwała do końca 1934. Łącznie prowadził kadrę narodową w 18 meczach. Spośród nich Czechosłowacy wygrali 10 meczów, 5 zakończyło się remisem, a 3 razy ponieśli porażki. 
Na kadencję  Petrů przypada jeden z największych sukcesów w historii czechosłowackiego futbolu. Na Mistrzostwach Świata we Włoszech w 1934 drużyna dotarła do finału po zwycięstwach nad Rumunią 2–1, Szwajcarią 3–2 i Niemcami 3–1. W meczu finałowym Czechosłowacja przegrała z Włochami  po dogrywce 1–2. 
| Mecze reprezentacji Czechosłowacji prowadzone przez Petrů | Mecze reprezentacji Czechosłowacji prowadzone przez Petrů | Mecze reprezentacji Czechosłowacji prowadzone przez Petrů | Mecze reprezentacji Czechosłowacji prowadzone przez Petrů | Mecze reprezentacji Czechosłowacji prowadzone przez Petrů | Mecze reprezentacji Czechosłowacji prowadzone przez Petrů | Mecze reprezentacji Czechosłowacji prowadzone przez Petrů |
| #                                                         | Data                                                      | Miasto                                                    | Przeciwnik                                                | Gol                                                       | Wynik                                                     | Rozgrywki                                                 |
| --------------------------------------------------------- | --------------------------------------------------------- | --------------------------------------------------------- | --------------------------------------------------------- | --------------------------------------------------------- | --------------------------------------------------------- | --------------------------------------------------------- |
| 1.                                                        | 14.06.1931                                                | Warszawa                                                  | Polska                                                    |                                                           | 0:4                                                       | towarzyski                                                |
| 2.                                                        | 17.04.1932                                                | Zurych                                                    | Szwajcaria                                                |                                                           | 1:5                                                       | Puchar Europy Centralnej                                  |
| 3.                                                        | 22.05.1932                                                | Praga                                                     | Austria                                                   |                                                           | 1:1                                                       | Puchar Europy Centralnej                                  |
| 4.                                                        | 29.05.1932                                                | Amsterdam                                                 | Holandia                                                  |                                                           | 2:1                                                       | towarzyski                                                |
| 5.                                                        | 07.05.1933                                                | Florencja                                                 | Włochy                                                    |                                                           | 0:2                                                       | Puchar Europy Centralnej                                  |
| 6.                                                        | 10.06.1933                                                | Praga                                                     | Francja                                                   |                                                           | 4:0                                                       | towarzyski                                                |
| 7.                                                        | 17.09.1933                                                | Praga                                                     | Austria                                                   |                                                           | 3:3                                                       | towarzyski                                                |
| 8.                                                        | 15.10.1933                                                | Warszawa                                                  | Polska                                                    |                                                           | 2:1                                                       | El. MŚ 1934                                               |
| 9.                                                        | 25.03.1934                                                | Colombes                                                  | Francja                                                   |                                                           | 2:1                                                       | towarzyski                                                |
| 10.                                                       | 29.04.1934                                                | Praga                                                     | Węgry                                                     |                                                           | 2:2                                                       | Puchar Europy Centralnej                                  |
| 11.                                                       | 16.05.1934                                                | Praga                                                     | Anglia                                                    |                                                           | 2:1                                                       | towarzyski                                                |
| 12.                                                       | 27.05.1934                                                | Triest                                                    | Rumunia                                                   |                                                           | 2:1                                                       | MŚ 1934                                                   |
| 13.                                                       | 31.05.1934                                                | Turyn                                                     | Szwajcaria                                                |                                                           | 3:2                                                       | MŚ 1934                                                   |
| 14.                                                       | 03.06.1934                                                | Rzym                                                      | Niemcy                                                    |                                                           | 3:1                                                       | MŚ 1934                                                   |
| 15.                                                       | 10.06.1934                                                | Rzym                                                      | Włochy                                                    |                                                           | 1:2                                                       | MŚ 1934                                                   |
| 16.                                                       | 02.09.1934                                                | Praga                                                     | Jugosławia                                                |                                                           | 3:1                                                       | towarzyski                                                |
| 17.                                                       | 23.09.1934                                                | Wiedeń                                                    | Austria                                                   |                                                           | 2:2                                                       | Puchar Europy Centralnej                                  |